# Балтийский университет в изгнании
Балтийский университет в изгнании функционировал в Германии в 1946—1949 годах в лагерях для перемещенных лиц, где после окончания Второй мировой войны было много беженцев из Эстонии, Латвии и Литвы.

## История
Университет начал работать 14 марта 1946 года в Гамбурге (британская зона оккупации Германии).
В конце первого семестра в нём было 1025 студента (из них 154 человека были этнические русские) и 131 преподаватель (из них 25 были русские). Финансовую и другую необходимую поддержку университету оказывали UNRRA, Всемирная лютеранская федерация и другие организации. В начале 1947 года университет переехал в помещение бывшей школы люфтваффе в Пиннеберге и стал называться Учебный центр для перемещенных лиц. Первым ректором Балтийского университета стал эстонский астроном Эрнст Эпик, позже его сменил литовский археолог Йонас Пузинас (лит. Jonas Puzinas). Университет был закрыт в сентябре 1949 года, поскольку к этому времени большинство студентов и преподавателей университета уехали из Германии на постоянное место жительства в другие страны.
В общей сложности 76 студентов окончили Балтийский университет, из них 53 латыша, 16 литовцев и 7 эстонцев. Многие другие продолжили своё образование в других университетах.
Балтийский университет для перемещенных лиц с приблизительно 170 штатными профессорами и 1200 студентами на восьми факультетах и 13 подразделениях работал в течение трёх семестров.

## Структура университета
Возглавляли университет президент и вице-президент, а также три ректора — по одному от каждой из стран для беженцев, из которых университет и был создан.
Были созданы факультеты:
- Философии и филологии
- Экономики и права
- Сельского хозяйства
- Математика и естественных наук
- Химия
- Механики
- Архитектуры и инженерного дела
- Медицинский

## Известные преподаватели университета
- Станкевич, Владимир Бенедиктович — президент университета
- Лаубе, Эйжен — декан Архитектурного факультета
- Биржишка, Миколас
- Ландсбергис-Жямкальнис, Витаутас
- Райстерс, Августс